# Batalla de Changde
La Batalla de Changde (en chino tradicional: 常德會戰, en chino simplificado: 常德会战) fue un enfrentamiento entre las fuerzas del Ejército Nacional Revolucionario de China y el Ejército Imperial Japonés, durante la segunda guerra sino-japonesa. La batalla formaba parte de la Operación Chungking u operación 5, cuyo objetivo era rodear y destruir los cuarteles generales del Kuomintang ubicados en Sichuan.
El 2 de noviembre de 1943, el Ejército Imperial ocupó la ciudad de Changde, El 18 de noviembre, la 57.ª División contraatacó y retomó la ciudad, los japoneses atacaron, pero la 57.ª resistió hasta el 3 de diciembre, cuando, después de sufrir casi un 90% de bajas, aproximadamente 100 soldados chinos escaparon y establecieron contacto con el grueso de las fuerzas chinas. Estas fuerzas contraatacaron también y liberaron Changde el 9 de diciembre. No obstante, la lucha no terminó, ya que la llegada de refuerzos japoneses inició una sangrienta batalla que duró hasta el 20 de diciembre, cuando los japoneses tuvieron que retirarse, ya que el 11.º ejército fue trasladado a otro frente, en vista del resultado adverso en la batalla de Guadalcanal. No obstante, Changde quedó arrasada.
Antes de la batalla, Japón esparció pulgas infectadas con la bacteria de la peste bubónica sobre el centro de la ciudad y los campos, ocasionando más de 7000 muertes comprobables.
La batalla de Changde recibió el sobrenombre de la "Stalingrado del Este", haciendo referencia a la gran cantidad de prisioneros de guerra japoneses capturados, como ocurrió en la batalla de Stalingrado. Sin embargo, las bajas del 9.º Distrito Militar fueron enormes, y su capacidad de combate quedó disminuida hasta el final de la guerra.
Durante la batalla, los chinos recibieron apoyo aéreo de la 14.ª Fuerza Aérea de los Estados Unidos, más conocida como los Tigres Voladores, no obstante, el general estadounidense Joseph Stilwell, comandante del teatro de Birmania, envió una carta a su país, alegando que los chinos habían entregado fácilmente Changde a los japoneses. El Generalísimo Chiang Kai-shek respondió invitando a una delegación de reporteros extranjeros a Changde, para que observaran la devastación causada por la batalla.

## Referencias

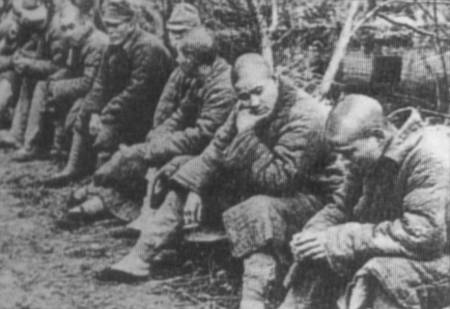
Soldados japoneses capturados en Changde
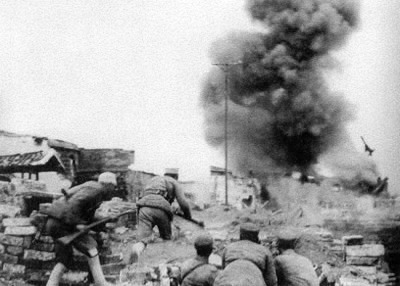
Escenas de la batalla de Changde